# 浜田敬子
浜田 敬子（はまだ けいこ、1966年10月29日 - ）は、日本のジャーナリスト、コメンテーター。元Business Insider Japan統括編集長、元AERA編集長。山口県徳山市（現・周南市夜市）出身、上智大学法学部国際関係法学科卒業。

## 来歴
山口県徳山市（現・周南市夜市）生まれ。山口県立徳山高等学校ではバドミントン部に所属した。1989年（平成元年）上智大学法学部国際関係法学科卒業後、朝日新聞社入社。記者として前橋支局、仙台支局を経て、週刊朝日編集部、AERA編集部に配属。2004年（平成16年）同副編集長、2013年（平成25年）に同編集長代理、2014年（平成26年）に女性初の編集長に就任。2016年（平成28年）5月からは朝日新聞社総合プロデュース室プロデューサーへ就任する。2017年（平成29年）同社を退社し、4月より世界17カ国に展開するオンライン経済メディア「ビジネスインサイダージャパン（株式会社メディアジーン運営）」統括編集長に就任。
2018年（平成30年）自身の職業体験を基にした初の書き下ろし著書となる「働く女子と罪悪感『こうあるべき』から離れたら、もっと仕事は楽しくなる」を集英社から出版した。2019年（令和元年）退職しフリーランスに。業務委託としてビジネスインサイダージャパン統括編集長を経てエグゼクティブ・アドバイザーに就任。その後、リクルートワークス研究所が発行する『Works』編集長に就任。 一般社団法人デジタル・ジャーナリスト育成機構(D-JEDI)を金川雄策（Yahoo! JAPAN）、熊田安伸（SlowNews）、滝川麻衣子（スクーCCO）、古田大輔（ジャーナリスト )と共に設立し代表理事に就任。テレビ朝日『羽鳥慎一モーニングショー』やTBSテレビ『あさチャン！』『サンデーモーニング』『News23』などのコメンテーターとしても幅広く活躍する。

## 略歴
- 1989年：朝日新聞社に入社。その後、新聞記者として前橋支局に2年、仙台支局に2年勤務[10][11]
- 1993年：週刊朝日編集部に配属。週刊誌編集を学ぶ[10][11]
- 1996年：結婚[11]
- 1999年：AERA編集部に配属。3ヶ月のニューヨーク出張、記者としての視野が広がる[10][11]
- 2004年：AERA副編集長、価値観の相違で離婚[11]
- 2005年：二度目の結婚（事実婚・再婚）[10][11][12]
- 2006年：長女誕生、育休。在宅生活で鬱状態に。ママ友に励まされる[10][11]

2007年：10ヶ月の産育休を経て復職
- 2014年：1年半編集長代理を務めた後、AERA編集長に就任。出版不況のなか、大特集主義に舵を切るなど改革を断行[10][11]
- 2016年：社の新事業を模索する部署・朝日新聞社総合プロデュース室へ異動。プロデューサーに就任[10][11]
- 2017年：オンライン経済メディア「Business Insider Japan」統括編集長に就任[10][11]
- 2019年：朝日新聞を退職しフリーランスに[10][11]
- 2020年：ビジネスインサイダージャパン統括編集長を退任[13][11]
- 2021年：ビジネスインサイダージャパン エグゼクティブ・アドバイザーに就任[14][15]
- 2022年：『Works』編集長（リクルートワークス研究所）に就任[16]

## 著書
※ 国立国会図書館「浜田敬子」調べにて

### 単著
- 『働く女子と罪悪感―「こうあるべき」から離れたら、もっと仕事は楽しくなる』（集英社、2018年11月26日）　ISBN 978-4087880083
- 『男性中心企業の終焉』（文藝春秋、2022年10月20日）　ISBN 978-4166613830

### 共著
- 『デザインノート : 最新デザインの表現と思考のプロセスを追う』（清川あさみ;えぐちりか;つちやまり;田中千絵;杉本雅代;大谷有希;辰野しずか;佐藤可士和;浜田敬子;工藤強勝;塩川いづみ、誠文堂新光社、2016年1月26日）　ISBN 978-4416516690
- 『足をどかしてくれませんか。―メディアは女たちの声を届けているか』（小島慶子、山本恵子、白河桃子、治部れんげ、浜田敬子、竹下郁子、李美淑、田中東子、亜紀書房、2019年12月24日）　ISBN 978-4750516257
- 『文藝春秋オピニオン 2023年の論点100』（文藝春秋、2022年11月7日）　ISBN 978-4160070554
- 『いいね! ボタンを押す前に―ジェンダーから見るネット空間とメディア』（李美淑、小島慶子、治部れんげ、白河桃子、田中東子、浜田敬子、林香里、山本恵子、亜紀書房、2023年1月25日）　ISBN 978-4750517810

## 出演

### テレビ
- 『羽鳥慎一モーニングショー』（テレビ朝日）- 毎週水曜レギュラーコメンテーター
- 『サンデーモーニング』（TBSテレビ）- コメンテーター
- 『徹子の部屋』（テレビ朝日）[17]

### ラジオ
- 『テンカイズ』（TBSラジオ）- プレゼンター[18]
- 『大竹まこと ゴールデンラジオ!』（文化放送）
- 『田村淳のNewsCLUB』（文化放送）
- 『アシタノカレッジ』（TBSラジオ）

### ウェブ
- 『デモクラシータイムス』（YouTubeチャンネル）
- 『日経テレ東大学』（YouTubeチャンネル）
- 『NewsPicks』（YouTubeチャンネル）
- 『ポリタスTV』（YouTubeチャンネル）
- 『PIVOT』（YouTubeチャンネル）

### 書籍
※ 国立国会図書館「浜田敬子」調べにて
- 『さよなら!ハラスメント : 自分と社会を変える11の知恵』（小島慶子・著、晶文社、2019年2月26日）　ISBN 978-4794970688
- 『佐藤可士和の対話ノート』（佐藤可士和・著、誠文堂新光社、2021年1月9日）　ISBN 978-4416620502
- 『失敗しないためのジェンダー表現ガイドブック』（新聞労連ジェンダー表現ガイドブック編集チーム 著、小学館、2022年3月22日）　ISBN 978-4093115100
- 『日本の人的資本経営が危ない 強みを活かした変革の戦略』（佐々木聡・著、日経BP、2023年2月16日）　ISBN 978-4296115891

### 雑誌
※ 国立国会図書館「浜田敬子」調べにて
- 『AERA』（朝日新聞出版）
- 『新聞研究』（日本新聞協会）
- 『週刊東洋経済』（東洋経済新報社）
- 『エコノミスト』（毎日新聞出版）
- 『週刊文春』（文芸春秋）
- 『広報会議』（宣伝会議）
- 『Works』（リクルートワークス研究所）
- 『Artes mundi』（名古屋外国語大学ワールドリベラルアーツセンター）
- 『先端教育』（先端教育機構出版部）
- 『茨城県母性衛生学会誌』（茨城県母性衛生学会事務局）
- 『日本労働研究雑誌』（労働政策研究・研修機構）
- 『ひろばユニオン』（労働者学習センター）